# The Sims 4
A The Sims 4 a Maxis és a Sims Studios által fejlesztett életszimulációs játék, amelyet az Electronic Arts jelentetett meg. A játék a The Sims videójáték-sorozat negyedik fő része. Windows platformra 2014. szeptember 2-án jelent meg az Amerikai Egyesült Államokban, 2014. szeptember 4-én pedig Európában. MacOS platformra 2015. február 17-én jelent meg világszerte. Az alapjátékhoz a későbbiek során (a korábbi gyakorlathoz hasonlóan) több különböző formátumú kiegészítőcsomag jelent meg, amelyek színesebbé, változatosabbá és élvezetesebbé teszik a játékmenetet (új helyszínek, ruhák, állások, épületek, tevékenységek által). Háromféle csomag létezik: Expansion Pack (kiegészítő lemez), Game Pack (játékcsomag) és Stuff Pack (cucc-csomag). 2021 márciusában létrehoztak egy új csomagfajtát: a Kit (készlet)-et.

## Játékmenet
A játéknak ugyanaz a koncepciója, mint az elődjeinek: virtuális emberek (simek, a „sim” a szimuláció szóból ered) életét lehet irányítani. Végső célja nincs, a játékmenet nem lineáris. Bármennyi sim (egyedülállóak és családok egyaránt) létrehozható, egy sim élete csakúgy, mint a való életben, a születéssel kezdődik és a halállal ér véget. Korlátlan ideig játszható. A sim létrehozását (Create-a-Sim, röviden: CAS) és az építkezést megreformálták. A simek sokkal realisztikusabbak lettek, tekintve, hogy nagyon aprólékosan meg lehet tervezni a kinézetüket és a személyiségüket egyaránt. Minden egyes testtájat külön lehet formázni, a korábbi verziókban ez nem működött ilyen szabadon. A simek összetett személyiséggel rendelkeznek, és reagálnak a külvilág történéseire, az érzelmek teljes skáláját produkálva. A simek érzelmei, csakúgy mint a való életben, hatással vannak a mindennapi életükre: a munkájukban nyújtott teljesítményükre, az emberi kapcsolataikra stb.
Minden sim részére választani kell egy életcélt, amelyet ha megvalósít, bizonyos mértékű jutalompontot kap érte cserébe, melyet különböző jutalmakra válthat be.

## Készíts egy Simet (Create a Sim)
A Sims 4 legnagyobb újítása, hogy a korábbi ún. csúszkákat a szabad formálás váltotta fel. Közvetlen egérkattintással és húzással alakítható a simek külseje, ami sokkal realisztikusabb megjelenést kölcsönöz nekik. Minden egyes testrész közvetlenül formálható: az arc és annak minden területe, a nyak, a mellkas, a vállak, a csípő, a derék, a has, a combok, a vádlik, a lábfejek. Beállítható továbbá a sim testtömege és edzettsége is, egészen egyedi alakokat is lehet alkotni. Az alapjátékban több mint negyven frizura található mind férfiak, mind nők számára. A kiegészítő lemezek, a játék csomagok és a cuccos csomagok témájuktól és nagyságától függően több új frizurát, ruházatot, berendezési tárgyat és építkezési elemet adnak hozzá a játékhoz.
Hét életszakasz létezik a játékban: csecsemő, tipegő, gyermek, tinédzser, fiatal felnőtt, felnőtt és idős. A tipegők az alapjátékban nem voltak benne, egy 2017. januári javítással kerültek bele a játékba.

## Építés és vásárlás (Build & Buy)
A Build & Buy mód a Sims 4 egyik legkidolgozottabb része. Újítások az előző játékokhoz képest hogy mostantól egy előre elkészített szobát arra mozgatsz telkeden ahova csak szeretnéd.
A teleknek leírást, tulajdonságokat és kihívásokat adhatsz. Míg a tulajdonságok előnyt, könnyítést addig a kihívások egy nehezebb játékélményt biztosít.
Alapjátékban megtalálható tulajdonságok pl. természetes világítás, gyors internet stb.
Kihívásokból kiegészítők nélkül csak egyet lehet egyelőre beállítani: Off the grid, ahol víz és áram nélkül kell boldogulni.
A széria korábbi elemei is megmaradtak köztük a pipetta, szobákra lebontott bútorok, kiegészítők és színek szerinti kategóriák stb.
Nagy újdonság még a Galéria amely úgy működik mint egy közösségi média ahova feltöltheted építményeid amit emberek elmenthetnek maguknak használatra.
A talajrendezés, tavak, beforduló lépcsők, platformok, létrák mind későbbi frissítésekkel jöttek a játékba.
A játékhoz vásárolható csomagokkal természetesen további elemekkel bővül az építkezési lehetőségek és berendezési tárgyak listája.

## Világok
A játékban több világ létezik, mindegyiknek megvan a maga sajátossága. Az alapjátékban három világ létezik: Willow Creek, Oasis Springs és Newcrest. Mindhárom világ öt környéket és huszonegy telket tartalmaz. A kiegészítő csomagok további világokat adnak a játékhoz. További világok: Granite Falls, Magnolia Promenade, Windenburg, San Myshuno, Forgotten Hollow, Brindleton Bay, Selvadorada, Del Sol Valley, StrangerVille, Sulani, Britechester, Glimmerbrook, Evergreen Habor, Mt. Komorebi, Henford-on-Bagley és Tartosa. A világokat úgy kell elképzelni, mint különböző településeket, városokat. Vannak vidékies, külvárosi és nagyvárosi jellegű helyszínek, ahová simjeinket költöztethetjük.Ezeken kívül vannak „titkos” világok is, melyekben nem lehet letelepedni, például Sylvan Glade, Forgotten Grotto, Hermit’s House, Sixam, The Magic Relam és még ide sorolhatók a Selvadoradában található dzsungelek. Néhányuk eléggé rejtett (Sixam) viszont van ami igazából nem is titkos (The Magic Relam).

## Kiegészítő lemezek (Expansion Packs)
| Kiegészítő neve        | Megjelenés dátuma                            | Leírás |
| ---------------------- | -------------------------------------------- | --- |
| 1. Get to Work         | ÉA: 2015. március 31. EU: 2015. április 2.   | Az első nagy kiegészítő a játékhoz, három, aktívan játszható karriert tartalmaz: orvos, tudós, rendőr. Ha ezen karrierek valamelyikét választjuk, elkísérhetjük simjeinket a munkába, és végigdolgozhatjuk velük a munkanapot. A Get to Work-ben lehetőség van saját kiskereskedelmi üzlet nyitására. A kiegészítő lemez egy új világot is magában foglal (Magnolia Promenade). Két új készséget (fotózás és sütés), valamint új tárgyakat, frizurákat és ruhákat tartalmaz. |
| 2. Get Together        | ÉA: 2015. december 8. EU: 2015. december 10. | A második kiegészítő főként a társasági életre, a klubokra és a szórakozásra koncentrál. Szintén magában foglal egy új világot (Windenburg), ami leginkább egy nyugat-európai városra hasonlít. A Get Together is új tevékenységekkel és funkciókkal bővíti a játékot. |
| 3. City Living         | ÉA: 2016. november 1. EU: 2016. november 3.  | Ebben a kiegészítőben nagyvárosba költözhetünk a simjeinkkel, illetve különböző tematikájú fesztiválokon vehetünk részt. Elérhetőek az apartmanok, illetve három új karrierlehetőség a politikusi, a kritikusi, és a közösségi média pályán. Az új világ (San Myshuno) természetesen egy nagyváros. |
| 4. Cats & Dogs         | 2017. november 10.                           | A soron következő kiegészítő témája az állatok, melyek a Sims sorozat korábbi részeiben is külön kiegészítő csomagokat kaptak. Ez a kiegészítő a kutyák és macskák mellett állatos tárgyakat, bútorokat és a kedvenceknek való játékokat ad a játékhoz, valamint lehetővé teszi, hogy simjeinkkel az állatorvosi pályát válasszunk, és saját állatorvosi rendelőt nyithassunk. Új világ is érkezik a kiegészítővel: Brindleton Bay. |
| 5. Seasons             | 2018. június 22.                             | A Seasons (Évszakok) tartalmazza mind a négy évszakot, különböző időjárásokat és az ünnepeket. Minden szomszédságban négy évszak van, de mindegyikben másfajta időjárás társul hozzá. Van, ahol forró, csapadékmentes nyár van, míg máshol viharok tarkítják a nyári évszakot. A tél az egyik szomszédságban enyhébb, míg a másikban hidegebb. Ez függ az adott szomszédság elhelyezkedésétől, klímájától, csakúgy, mint a való életben. Minden évszakhoz más kinti és benti tevékenység kapcsolódik. A kiegészítővel megjelenik a naptár is, ami tartalmaz fix ünnepeket, de ezeket meg lehet változtatni, át lehet helyezni, illetve törölni is, és akár újakat létrehozni helyettük. Természetesen ünnepek nélkül is játszható a játék. A házakban termosztáttal lehet a hőmérsékletet szabályozni. Új karrierként megjelenik a kertészkedés. |
| 6. Get Famous          | 2018. november 16.                           | A hatodik kiegészítő lehetővé teszi, hogy a sim híressé váljon egy aktív karrier vagy a közösségi média révén. Új szomszédság (Del Sol Valley), illetve luxuskiegészítők járnak a Get Famous csomaghoz. |
| 7. Island Iiving       | 2019. június 21.                             | Egy trópusi szigetre kalauzol el minket a Sims 4 új kiegészítője: építhetünk homokvárakat, etethetünk delfineket, jetskizhetünk, kenuzhatunk, búvárkodhatunk, rájákat hajkurászhatunk és megannyi más elfoglaltság vár ránk ezen az álomnyaraláson. És mind e mellett sellők is lehetünk. |
| 8. Discover University | 2019. november 15.                           | Simjeink mostantól egyetemre mehetnek, felfedezhetik a klasszikus stílusú Britechester Egyetemet vagy a modern Foxbury Intézetet, kollégiumban lakhatnak, szabadidős órákon vehetnek részt, valamint biciklizhetnek is. Az egyetemek a Britechester városkában vannak. |
| 9. Eco Lifestyle       | 2020. június 5.                              | A simeink mostantól megváltoztathatják a világot az ökológiai lábnyomukkal. Evergreen Harbor 3 szomszédságában 3 féle szennyezettség van: ipari, normális és zöld. Napelemekkel és szélturbinákkal zöld lesz a szomszédságunk, míg tüzeléssel és aggregátor használatával szmogos lesz a környék. |
| 10. Snowy Escape       | 2020. november 13.                           | A simek kaptak egy új várost Mt. Komorebit, ahol 3 szomszédság van. A simek itt tudnak síelni, hegyet mászni szánkózni és snowboardozni. A kiégészítő alapvetően a japán stílus jegyeit használja. Újdonság még az, hogy új személyiség- és kapcsolat hatásokat lehet megnyitni. A döntéseid és a szokásaid alapján változnak a simjeid személyisége. |
| 11. Cottage Living     | 2021. július 22.                             | Irány a farm! Élvezd a vidéki életet. Nevelj csirkét, tehenet, vagy akár egy lámát! Vegyél részt a közösségi életben, a versenyeken, vagy műveld a kis farmod. |
| 12. High School Years  | 2022. július 28.                             | A tizenévesek aktív középiskolát élhetnek át, és részt vehetnek iskolán kívüli tevékenységekben, valamint részt vehetnek a szalagavató bálon. A csomag bemutatja Copperdale világát. „Vegyél részt személyesen az órákon, ismerkedj meg a tanáraiddal, lógj az ebédlőben, és még a szekrényedet is kidíszítheted! A legértékesebb pillanataidat talán akkor éled át, amikor iskola után a barátaiddal csavarogsz.” |
| 13. Growing Together   | 2023. március 16.                            | Új tevékenységeket és tárgyakat ad a játékhoz, minden generációhoz kapcsolódva. |
| 14. Horse Ranch        | 2023. július 20.                             | Lovas tevékenységeket és western stílusú ruhákat ad a játékhoz. |

## Játékcsomagok (Game Packs)
| Kiegészítő neve                | Megjelenés dátuma    | Leírás |
| ------------------------------ | -------------------- | --- |
| 1. Outdoor Retreat             | 2015. január 13.     | Az első játékcsomag magában foglal egy teljesen új világot (Granite Falls), ahol a simjeinkkel egy nemzeti parkban élhetjük át a szabadtéri kikapcsolódás élményét, melyhez új interakciók is kapcsolódnak. Megjelennek a gyógynövények és a gyűjthető rovarok is. |
| 2. Spa Day                     | 2015. július 14.     | A simek megtapasztalhatják a wellness élményét ezzel a játékcsomaggal. Elérhetőek a gyógyfürdők, a különféle masszázsok (pl. termékenységi masszázs, svédmasszázs stb.), a meditáció, az iszapfürdők és a jóga. |
| 3. Dine Out                    | 2016. június 7.      | A simek étterembe mehetnek vagy saját éttermet üzemeltethetnek. |
| 4. Vampires                    | 2017. január 24.     | A negyedik játékcsomaggal elérhetőek a vámpírok, és egy új szomszédság (Forgotten Hollow) is. |
| 5. Parenthood                  | 2017. május 30.      | A gyermekek és a tinédzserek élete sokkal összetettebbé válik ezzel a játékcsomaggal. A szülők számára elérhető egy új képesség, mellyel nevelhetik gyermekeiket, fegyelmezhetik vagy dicsérhetik őket, ezzel alakítva személyiségüket. Öt karakterjegy alakítható: illem, felelősségtudat, konfliktuskezelés, empátia, érzelmi kontroll. A gyermek és tinédzser simek különböző szakaszokon mehetnek keresztül (pl. lázadó), a tinédzser simek emellett részidős munkát is vállalhatnak.  |
| 6. Jungle Adventure            | 2018. február 27.    | Új egzotikus úticél válik elérhetővé, a dzsungel mélyén fekvő Selvadorada. A simek megkóstolhatják a helyi ételeket, régészeti leleteket tárhatnak fel, barangolhatnak a dzsungelben, illetve új, autentikus öltözékek, berendezési tárgyak és építkezési elemek színesítik a játékot. |
| 7. StrangerVille               | 2019. február 26.    | A Sims 2 Strangetown-ja által inspirált kiegészítő, mely a sztoriközpontúságra fekteti a hangsúlyt. A játékosnak egy összetett rejtélyt kell megoldania StrangerVille városában, ahol mondhatni feje tetejére álltak a dolgok. A kiegészítő a katonai karrierrel és különböző ruhákkal, pár hajstílussal színesíti a játékmenetet. |
| 8. Realm of Magic              | 2019. szeptember 13. | A simek mostantól varázslók is lehetnek, varázslatokat tanulhatnak három különböző mágia ágból, valamint varázsitalokat kotyvaszthatnak. Az új világ neve Glimmerbrook, ahol egy kapun lehet átjutni a varázslók világába. |
| 9. Star Wars: Journey to Batuu | 2020. szeptember 8.  | Kalandozz az ikonikus Star Wars világban, csatlakozz az Első Rendhez vagy az Ellenálláshoz, vagy hizlald fel pénztárcád a martalócok között! Simjeid szert tehetnek egy igazi fénykardra vagy droidra, miközben küldetések teljesítésével alakíthatják Black Spire Outpost jövőjét. |
| 10. Dream Home Decorator       | 2021. június 1.      | Ez a Játékcsomag a Build & Buy módra koncentrál hiszen rengeteg belsőépítészeti bútort kapunk (jellemzően minden házhelységhez 2-2 szett jár). Elkezdhetjük a Lakberendező karriert amelyben fontos szerepet játszik az ügyfél ízlésének alapos megismerése. |
| 11. My Wedding Stories         | 2022 február 23.     | A csomag tartalma az esküvőkre koncentrál, ami ugyan már megtaláltható az alapjátékban is, de így még részletesebben átélhetjük a nagy napot. Új esküvői ruhák és gyűrűk, esküvői boltívek, torták és megannyi más esküvői kellék érkezik, egy új világ (Tartosa) és rengeteg esküvői tematikájú buli is pl. Leány- és Legénybúcsú. Simeid felkérhetik ismerőseiket tanúnak, gyűrűhordozónak és mindenki megélheti egy esküvő igazi érzelmeit. A lakodalom keringővel és bulizással zárul. |
| 12. Werewolves                 | 2022 június 16.      | Ebben a csomagban megjelennek a vérfarkasok, és egy új város is (Moonwood Mill). |

## Cucc-csomagok (Stuff Packs)
| Kiegészítő neve          | Megjelenés dátuma    | Leírás |
| ------------------------ | -------------------- | --- |
| 1. Luxury Party Stuff    | 2015. május 19.      | Ezzel a cucc-csomaggal simeinket a luxus ruhákkal és hajakkal készíthetjük el és berendezhetünk nekik egy igazi luxuspartit (mini csoki/sajt/ital szökőkúttal). |
| 2. Perfect Patio Stuff   | 2015. június 16.     | Ezzel a cucc-csomaggal tökéletes belső kertet készíthetünk és elérhetővé válik a jakuzzi melyben simeink ellazulhatnak és etye-petyézhetnek. |
| 3. Cool Kitchen Stuff    | 2015. augusztus 11.  | Ezzel a cucc-csomaggal simeinknek fagyit készíthetünk és berendezhetjük simeink konyháját egy új modern konyhabútorral. |
| 4. Spooky Stuff          | 2015. szeptember 29. | Ezzel a cucc-csomaggal rendezhetünk jelmezes bulikat, házainkat halloween-dekorációkkal díszíthetjük és „rémisztő” jelmezeket adhatunk simeinkre. |
| 5. Movie Hangout Stuff   | 2016. január 12.     | Ezzel a cucc-csomaggal simeink megismerkednek a bohém stílussal. Berendezhető a tökéletes házimozi és készíthetünk popcorn-t. |
| 6. Romantic Garden Stuff | 2016. február 9.     | Ezzel a cucc-csomaggal felfrissíthetjük kertünk virágait;bokrait,pancsikolhatunk a szökőkutakban és kívánhatunk egy varázskúttól pénzt/jártasságot/boldogságot valamint a szellem simek még újraéledést is. |
| 7. Kids Room Stuff       | 2016. június 28.     | Ezzel a cucc-csomaggal a gyermek simek új hajakat, ruhákat, berendezési tárgyakat kaphatnak, bábozhatnak és játszhatnak egy újfajta játékkal. |
| 8. Backyard Stuff        | 2016. július 19.     | Ezzel a cucc-csomaggal berendezhető hátsó kertünk új tárgyakkal, madáretetőt és szélcsengőt tehetünk ki valamint csúszkálhatunk a slip’n’slide-on. |
| 9. Vintage Glamour Stuff | 2016. december 6.    | Ezzel a cucc-csomaggal simeinknek pipereasztalt vásárolhatunk és komornyikot bérelhetünk fel. |
| 10. Bowling Night Stuff  | 2017. március 29.    | Ezzel a cucc-csomaggal építhetünk simeinknek egy új közösségi helyszínt, ahol bowlingozni lehet, és taníthatunk nekik egy 5 szintből álló jártasságot: a bowlingozást. |
| 11. Fitnes Stuff         | 2017. június 20.     | Ezzel a cucc-csomaggal simeink fülhallgatókat kaphatnak simektől, mozoghatnak edzős videókra és egy új sportágat űzhetnek:a falmászást. |
| 12. Toddler Stuff        | 2017. augusztus 24.  | Ezzel a cucc-csomaggal a tipegő simek új hajakat, ruhákat kaphatnak és berendezhető nekik egy játszópark is. |
| 13. Laundry Day Stuff    | 2018. január 16.     | Ezzel a cucc-csomaggal el lehet kezdeni mosni a ruhákat majd megszárítani azokat amitől simeink jó hangulatba kerülnek. A koszos ruhákat a ruháskosárba kell dobni és ha simeinknek szerencséje van akkor egy kevés simoleont talál benne. Választhatunk a hagyományos és az újszerű mosás-szárítás között is. |
| 14. My First Pet Stuff   | 2018. március 13.    | Ehhez a cucc-csomaghoz szükséges a Cats&Dogs Kiegészítő lemez! Ezzel a cucc-csomaggal kutyáinkra és cicáinkra új ruhák adhatók. 4 új kisállatról gondoskodhatunk: hörcsögről, süniről, egérről és bubalusról. |
| 15. Moschino Stuff       | 2019. augusztus 13.  | Ezzel a cucc-csomaggal simeinket a Moschino márka hajaival és ruháival készíthetjük el. Elérhető egy új szabadúszó karrier is:a fotográfus karrier. |
| 16. Tiny Living Stuff    | 2020. január 21.     | Ezzel a cucc-csomaggal elérhető egy újfajta telektípus a „Tiny Home Residential”, melyen csak egy megadott területen lehet építeni. 3 változat található meg: - Micro Home: 32 területkocka, - Tiny Home: 64 területkocka, - Small Home: 100 területkocka. A szabály betartásával különböző előnyök járnak: - kevesebb számla, - gyorsabb társasági kapcsolat növekedés, - gyorsabban termő növények, - tovább tartó boldog, inspirált, fókuszált hangulat, - gyorsabb jártasságfejlődés, - kényelmesebb bútorok. A területkocka növekedésével egyre kevesebb előny jár. Továbbá megvásárolható a Murphy ágy annak érdekében hogy csökkentsük a helyet az otthonunkban. |
| 17. Nifty Knitting Stuff | 2020. július 28.     | Ezzel a cucc-csomaggal elkezdhetjük simeinkkel a kötögetést. Köthetünk dekorációs tárgyakat és ruhákat amit el is adatunk a plospy-n. A gyermekek is megtanulhatnak kötni. A kötögetést végezhetjük akár egy kényelmes hintaszékben is. |
| 18. Paranormal Stuff     | 2021. január 26.     | Ezzel a cucc-csomaggal elmélyülhetünk a paranormális világban. Részt vehetünk különleges ősi szertartásokban, előidézhetünk híres szellemeket beállíthatunk egy új telektípust: a szellem járta házakat amely által aranyos szellemkék járkálnak a telkeden, egy karriert űzhetünk mellyel megszabadíthatjuk más simek otthonát a paranormál tevékenységektől és visszatér a széria egyik ikonikus alakja Bonehilda;a csontváz-szobalány a 4. részbe is |

## Készletek (Kits)
| Kiegészítő neve             | Megjelenés dátuma   | Leírás |
| --------------------------- | ------------------- | --- |
| 1.Throwback Fit Kit         | 2021. március 2.    | -Create a Sim Kit Retro stílusú edzőruhákat kapunk a kit megvásárlásával |
| 2. Country Kitchen Kit      | 2021. március 2.    | -Build & Buy Kit Egy country stílusú régi konyhabútort és egypár konyhai dekorációt kapunk a kit megvásárlásával |
| 3. Bust the Dust Kit        | 2021. március 2.    | -Gameplay Kit A porszívózás lehetőségét kapjuk a kit megvásárlásával. Házainkban mostantól automatikusan termelődik a por és ha nem porszívózunk rendszeresen akkor cuki pornyuszik keletkeznek. A pornyuszik képesek parancsra tárgyakra vadászni. |
| 4. Courtyard Oasis Kit      | 2021. május 18.     | -Build & Buy Kit Marokkói stílusú építési és berendezési tárgyakat kapunk a kit megvásárlásával. |
| 5. Industrial Loft Kit      | 2021. augusztus 26. | -Build & Buy Kit Az ipari, koszos, városi házak ihlette építési és berendezési tárgyakat kapunk a kit megvásárlásával mint például mennyezeti csőhálózat, koszos ablakok stb.                                                                       |
| 6. Fashion Street Kit       | 2021. október 2.    | -Create a Sim Kit Az indiai Mumbai város ruhái és kiegészítői ihlették ezt a kit-et. |
| 7. Incheon Arrivals Kit     | 2021 október 2.     | - Create a Sim Kit A Seoul – i reptéri divat inspirálta ezt a Kitet. Trendi Koreai stílus keveredve a modern minimalista ruhadarabokkal. |
| 8. Blooming Rooms Kit       | 2021 november 9.    | -Build & Buy Kit A Kit megvásárlásával növényeket és ehhez kapcsolódó bútorokat kapunk. |
| 9. Modern Menswear Kit      | 2021. december 2.   | - Create a Sim Kit A Kitben található ruhák csakis férfiaknak készültek a mai divatkifutó stílusában. |
| 10. Carnaval Streetwear Kit | 2022. február 2.    | - Create a Sim Kit A brazíl karneválszezon által inspirált ruhákat tartalmaz ez a készlet. A készletet, latin amerikai alkotó Pabllo Vittar is promotálta                                                                                           |